# Geum reptans
L'ambretta strisciante (Geum reptans L.) è una pianta perenne della famiglia delle Rosacee.

## Descrizione
I fiori sono giallo acceso e misurano 3–4 cm di diametro, mentre l'altezza non supera i 30 cm. La fioritura avviene in luglio e agosto. Il rizoma è legnoso e la propagazione avviene tramite stoloni emessi a raggiera. Le foglie basali sono pennatosette e irregolarmente dentate. Il frutto ha una caratteristica appendice piumosa che maturata è di colore bruno-rossiccio. È una pianta rara e protetta.

## Distribuzione e habitat
È diffusa sulle Alpi, i Carpazi e i Balcani
Colonizza le pietraie umide di alta quota (solitamente tra i 2000 e 3000 metri, ed anche oltre), come morene e macereti, cioè cumuli di frammenti di roccia, ammucchiatisi ai piedi di pendii o nei canaloni.